# 董力生
董力生（1923年—1990年），女，汉族，江苏赣榆人，中华人民共和国拖拉机手，曾任中华全国民主妇女联合会委员。